# Johann Evangelist Brandl
Pour les articles homonymes, voir Brandl.
Johann Evangelist Brandl, né le 14 novembre 1760 à Ratisbonne − mort le 25 mai 1837 à Karlsruhe, est un violoniste et compositeur allemand.

## Biographie
Johann Evangelist Brandl commence son apprentissage musical à l’âge de sept ans. Il est soprano à partir de 1770 dans le chœur d’un couvent de Munich. Ses relations avec Johann Wallishauser, Andrea Bernasconi et I. L. Schaubaur le destinent à une carrière musicale.
À partir de 1774, il reçoit des cours de séminariste à Neubourg-sur-le-Danube. En 1778, il se rend à Eichstätt, où il poursuit ses études sous la direction de R. Schlecht. Après un court séjour dans un couvent, il entreprend en 1779 une tournée de concerts avec le violoniste Westermaier lors de laquelle il connaît un large succès grâce à son jeu de violon et ses compositions. En 1784, il trouve un emploi de chef de cour du prince Ludwig Carl Franz Leopold zu Hohenlohe-Waldenburg-Bartenstein (de) et en 1789 devint directeur de la musique de la cour à Bruchsal, avec le prince-évêque de Spire, Auguste Philippe de Limburg Stirum, un parent de la princesse.
En 1806, quand les propriétés du diocèse de Spire passent à la Maison de Bade, l’orchestre est dissous et la plupart des musiciens, dont Brandl, sont incorporés à la Badische Hofkapelle de Karlsruhe. Brandl est initialement le deuxième maître de chapelle et premier violoniste, puis le premier maître de chapelle. Il occupe cette fonction jusqu’à sa mort. À Karlsruhe, il rejoint la loge maçonnique Karl zur Einigkeit.
Ses premières compositions ont eu de bonnes critiques et ses œuvres ultérieures ont même été connues à l’étranger. Ses contemporains le considéraient comme « le compositeur le plus important et le plus digne d’attention de notre temps ».
Musicalement, ses compositions, bien qu’elles aient des affinités avec celles de Mozart et Haydn, pointent déjà au-delà du langage formel classique et anticipent des éléments virtuoses et parfois des expressions harmoniques étonnantes qui anticipent parfois le romantisme.
Johann Evangelist Brandl a composé des messes, des oratorios, des opéras, des symphonies, des Lieder et des chansons. Il a également écrit des quatuors à cordes (les quatuors op. 17 sont dédiés à Haydn), des quatuors pour flûtes et des quintets de diverses formations.

## Œuvres
Opéras
- Triumph des Vaterherzens (livret de Wilhelm Vogel, 1811, Karlsruhe)
- Omar der Gute (1811, Karlsruhe)
- Nanthild, das Mädchen von Valbella (livret de E. von Biedenfeld, 1813, Karlsruhe)

## Discographie
- Quintettes pour basson op. 14 et op. 52 no 1 et no 2. Calamus Ensemble, MDG (2002)
- Quintettes pour basson, piano et trio à cordes, op. 13, 61 et 62, Calamus Ensemble, MDG (2003)
- Symphonien Es-Dur op.12 & D-Dur op.25, CPO (2017), Deutsche Staatsphilharmonie Rheinland-Pfalz, Kevin Griffith
- Te Deum in D, Musica Bavarica
- Sinfonia concertante op. 20, CPO (2019), David Castro-Balbi, Alexandre Castro-Balbi, Deutsche Staatsphilharmonie Rheinland-Pfalz, Kevin Griffiths